# Alois Flüeler
Alois Flüeler (voller Name: Kaspar Josef Alois Flüeler) (* 28. August 1829 in Stans; † 29. Mai 1909 ebenda) war ein Schweizer Politiker. Von 1875 bis 1901 gehörte er als Vertreter der Liberalen dem Regierungsrat des Kantons Nidwalden an.

## Leben
Der Sohn des Bäckers Kaspar Flüeler und der Wirtin Elisabeth von Büren wurde als Bürger von Stansstad in Stans geboren. Er besuchte die Schule in seinem Geburtsort. Darunter eine Lateinschule. Wegen des Tods seines Vaters arbeitete er daneben schon früh in dessen ehemaliger Bäckerei und im Wirtshaus zum Kreuz, das seine Mutter führte.  Wegen des Namens der Gastwirtschaft wurde er im Volksmund Kreuzwysi genannt. Da er keine Lust auf ein Leben in der Bäckerei hatte, suchte er nach beruflichen Alternativen. Im Jahr 1858 wurde er Tuchhändler. Dieses Geschäft wurde allerdings meist von seiner Frau geleitet. Flüeler bildete sich in Sachen Recht und Gesetz weiter und wurde Fürsprech (Anwalt).
Bereits früh betätigte er sich politisch. Schon 1851 wurde er in den Gemeinderat von Stans gewählt. Diese Wahl wurde von kantonalen Behörden für ungültig erklärt, da er das für das Amt nötige Mindestalter nicht erreicht hatte. Ab 1856 wurde er in verschiedene politische Ämter gewählt. Er war Schulrat, von 1856 bis 1880 und erneut von 1901 bis 1903 Gemeinderat in Stans und von 1872 bis 1880 sogar Gemeindepräsident seiner Heimatgemeinde Stans. 
Auch auf kantonaler Ebene war Alois Flüeler aktiv. Von 1856 bis 1862 und erneut von 1901 bis 1903 war er Ratsherr im Landrat. Aufgrund seines Berufes im Justizbereich wurde Flüeler auch Mitglied von Gerichten (Siebnergericht und Polizeigericht). Er war zwischen 1875 und 1901 Regierungsrat (Polizeidirektor=Justizminister) Trotz seiner langjährigen Mitgliedschaft in der Landesregierung war er allerdings nie Landammann.  
Nebst dem Beruf als Anwalt und Politiker war Flüeler auch ein geselliger Mensch. Er spielte im Theater mit, war im Schützenverein aktiv und musizierte gern. Als die Frohsinnsgemeinschaft im Jahre 1851 gegründet wurde, war er deren erster Präsident. Zudem war er Präsident des Männerchors von Stans. 
Alois Flüeler heiratete am 6. Oktober 1851 in Stans Josefa Langenstein. Aus dieser Ehe stammen vier Söhne, von denen der Erstgeborene im Kindesalter starb. Im Jahr 1867 gehörte er der Gründergemeinschaft der Arbeitersparkasse an, der Vorgängerorganisation der heutigen Nidwaldner Kantonalbank. Als Präsident führte er auch die 1879 in Kantonale Spar- und Leihkasse umbenannte Bank. Zwischen 1867 und 1887 leitete er die beiden Bankorganisationen als Präsident, Chef und Verwalter. Nebenbei verfasste Flüeler trotz seiner liberalen Gesinnung Artikel für das konservative Nidwaldner Volksblatt.

## Quelle
- Neues Stammbuch. Band II, Flüeler III, 14 (3) (Seite 14).